# مله سرخ (مقاطعة إسلام آباد غرب)
مله‌سرخ (بالفارسية: مله‌سرخ) هي قرية تقع في كرمانشاه في إيران. يقدر عدد سكانها بـ 251 نسمة بحسب إحصاء 2016.